# Metaphidippus crassidens
Metaphidippus crassidens är en spindelart som först beskrevs av Kraus 1955.  Metaphidippus crassidens ingår i släktet Metaphidippus och familjen hoppspindlar. Inga underarter finns listade i Catalogue of Life.